# Брокдорф, Христиан Август
Христиан Август фон Брокдорф (нем. Christian August von Brockdorff; ? — после 1761) — генерал голштинской службы, обер-камергер Петра III, имевший на него огромное влияние.

## Биография
Происходил из рода Брокдорф, одного из самых знатных в Голштинии. Будущий Пётр III в детстве, особенно после смерти отца, рос под присмотром госпожи Брокдорф. Брокдорф-старший (ум. 1742) как особа, приближённая к герцогу Карлу Фридриху, был удостоен в 1726 году русского ордена св. Александра Невского. К тому же семейству принадлежала известная в то время графиня Козельская. Молодого Брокдорфа, судя по его дневнику, знавал в Петербурге 1720-х камер-юнкер Берхгольц.
Когда герцог Карл Пётр Ульрих был вызван в Россию и объявлен наследником русской короны, Брокдорф засобирался вслед за ним, однако был остановлен на границе и выдворен из страны по настоянию обер-гофмаршала Брюммера, считавшего его влияние на наследника крайне пагубным. В бумагах вице-канцлера Воронцова найдены тайные указания рижскому губернатору «о непропуске камергера Брокдорфа и камер-юнкера Адлерфельда в случае приезда их в Ригу для следования потом в Петербург, а чтоб объявлено им было ехать паки обратно».
Несмотря на все эти предосторожности, в 1755 году Брокдорф объявился при «малом дворе» в Ораниенбауме и был радушно принят наследником, который считал недоброжелательство своих воспитателей гарантией порядочности этого человека. Камергерский ключ давал ему право доступа в личные покои престолонаследника. Голштинец охотно потакал склонности Петра к военным забавам, действуя, как думала великая княгиня Екатерина Алексеевна, в интересах братьев Шуваловых. По сведениям Екатерины, он встречался с Петром Шуваловым в доме «девиц-немок Рейфенштейн», которые находились на их содержании.
К 1757 году Брокдорф полностью подчинил себе наследника престола и советовал ему «раздавить змею», то есть развестись с Екатериной. Через год он оклеветал перед императрицей Елизаветой Петровной злейшего врага Шуваловых, канцлера Бестужева, после чего тот был отправлен в ссылку. Обеспокоенная растущим влиянием интригана, великая княгиня поставила себе задачу удалить Брокдорфа от мужа и жаловалась на его «пронырства» самой императрице. Если верить её запискам,

Брокдорф вовлекал великаго князя в пьянство и в кутежи, окружив его сбродом авантюристов и людей, добытых из кордегардии и из кабаков, как из Германии, так и из Петербурга, людей без стыда и совести, которые только и делали, что ели, пили, курили и болтали грубый вздор.
В июне 1758 года Екатерина напрямую потребовала от мужа удаления его любимца. По сведениям Валишевского, истинной причиной их вражды было то, что люди Брокдорфа задержали любовника великой княгини Понятовского при входе в её личные покои, причём обер-камергер предлагал умертвить его на месте. Тем не менее Брокдорф оставался в России до самого свержения Петра III, при этом 10 февраля 1761 года он получил орден св. Александра Невского. Дальнейшая судьба его неизвестна.
Весьма пристрастное описание внешности обер-камергера имеется в «Записках» Екатерины:

Когда Брокдорф проходил по комнате, все кричали ему вслед: «баба-птица, баба-птица» — это было его прозвище; птица эта была самая отвратительная, какую только знали. Он был высок, с длинной шеей и тупою плоской головой; притом он был рыжий и носил парик на проволоке; глаза у него были маленькие и впалые, почти без ресниц и без бровей; углы рта спускались к подбородку, что придавало ему всегда жалобный и недовольный вид.
Является персонажем российского художественного фильма «Гардемарины III» (1992), исполнитель Виктор Раков, а также телесериала «Екатерина» (2014), исполнитель Максим Керин (в титрах указан как «Брекдорф»).